# Radiofuente

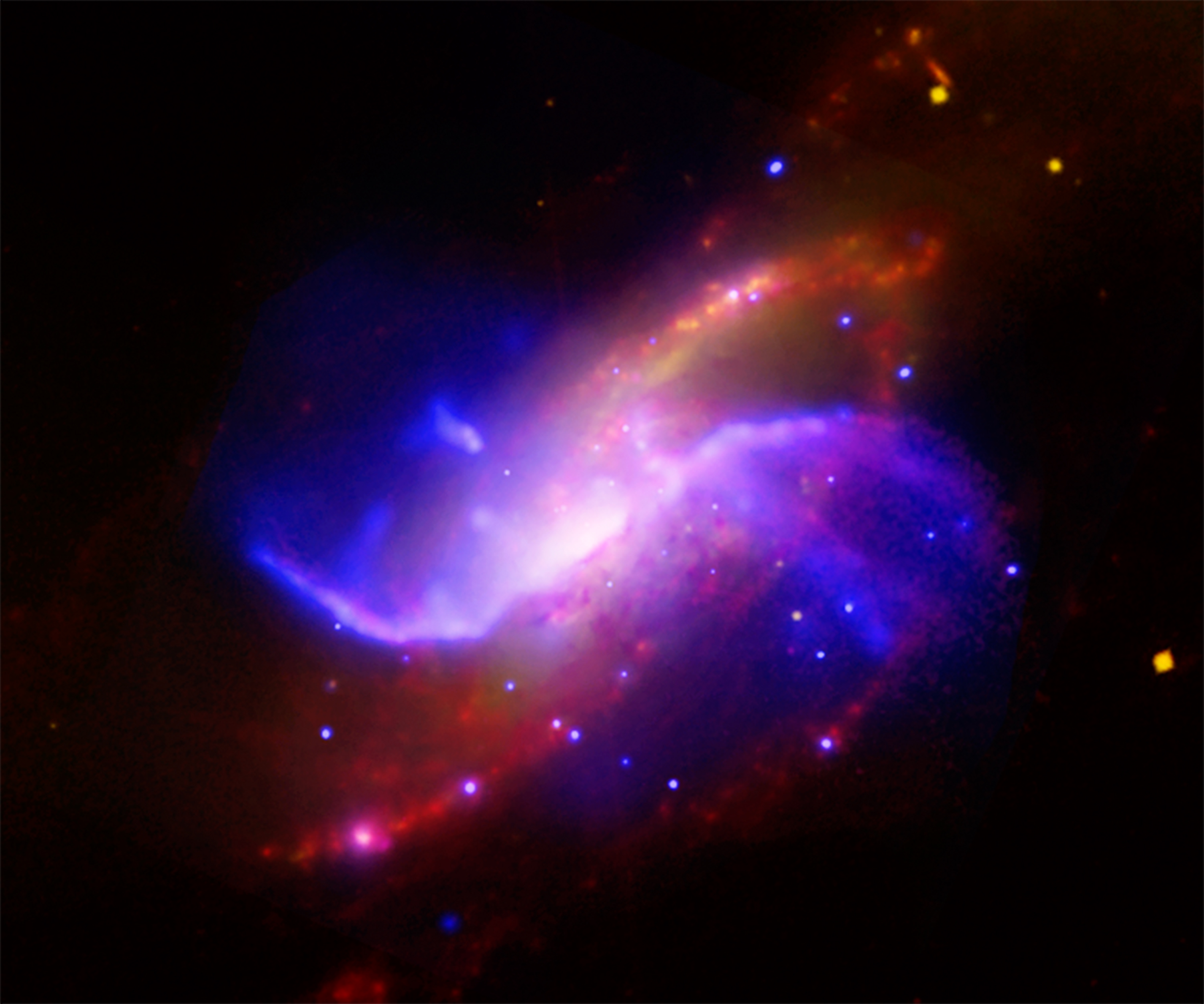
Imagen del NGC 4258 compuesta de rayos X-azul; óptico-oro; IR-rojo; radio-violeta.

Se denomina radiofuente a un objeto del espacio exterior que emite radiación electromagnética en la región de las radiofrecuencias. La emisión proviene de gas caliente, electrones moviéndose en campos magnéticos, y ciertas longitudes de onda emitidas por átomos y moléculas en el espacio. La ciencia que se ocupa de su observación es la radioastronomía. 
Existen radiofuentes tanto en nuestra galaxia como fuera de ella; en 1931 el astrónomo Karl Guthe Jansky detectó ondas de radio provenientes de una fuente desconocida en el centro de la Vía Láctea, y en 1946 se descubrió la primera radiofuente fuera de nuestra galaxia en la constelación de Cygnus. Estas fuentes no siempre son observables en el espectro visible, algunas de ellas son totalmente invisibles y su presencia sólo puede ser detectada por sus emisiones de radio.
De las muchas radiofuentes existentes más allá de nuestra galaxia, cabe señalar el hidrógeno neutro y el monóxido de carbono que se encuentran en galaxias espirales, y los cuásares (abreviatura del inglés quasi-stellar radio source), cuyas emisiones se relacionan con la existencia de agujeros negros supermasivos en el centro de galaxias elípticas. De especial importancia es la débil radiación de fondo de microondas proveniente del Big Bang, que supuso el comienzo de nuestro universo hace unos 13.700 millones de años. Por último, se han utilizado ondas de radio en la búsqueda de otras civilizaciones en nuestra galaxia, hasta el momento sin resultados positivos.
Las radiofuentes pueden ser compactas, como las estrellas o los púlsares, o bien corresponder a cuerpos difusos, como las nubes de polvo interestelar o galaxias. Algunas, como los púlsares, emiten impulsos breves a intervalos regulares; otras emiten un espectro amplio con intensidad casi constante, mientras que otras, como el Sol, tienen una radiación muy irregular. Los restos de supernovas son radiofuentes intensas.
- Datos: Q1931185